# 原ミユキ
原 ミユキ（はら ミユキ、1月1日 - ）は、日本の女性声優、ナレーター、朗読家。東京都出身。ぷろだくしょんバオバブ所属。

## 人物
- 旧芸名は丸山 みゆき。旧芸名が同姓同名の歌手・丸山みゆきは別人。
- 日本大学農獣医学部、俳優養成所青二塾卒。
- 青二プロダクションに所属後、ブライダルMCへ転進のため声優業を一旦引退。2008年にフリーナレーターに転進し、2009年よりぷろだくしょんバオバブに所属。現在はナレーター、朗読家としての仕事が主である。
- NPO法人・現代朗読協会の会員であり、多くの朗読会に出演している。
- 趣味はなぞなぞ、散歩、読書、特技は日本舞踊、オカリナ。所持資格は普通免許、剣道初段、着付け。
- ブログにおける本人のコメントによると既婚者であり、飼い猫と3人（2人と1匹）で暮らしている。
- 本人公認の愛称は「ハラミ」で、本人のブログや事務所への挨拶文にも使われたことがある。

## 出演

### テレビアニメ
1988年
- キテレツ大百科（まり子）

1991年
- 緊急発進セイバーキッズ

1992年
- 美少女戦士セーラームーン（女性）
- まじかる☆タルるートくん（東野小選手）

2009年
- GA 芸術科アートデザインクラス（ナレーション）

2010年
- キディ・ガーランド（アナウンスA）
- ダンス イン ザ ヴァンパイアバンド（シスター・エリカ）

2022年
- 錆喰いビスコ（マダム）
- 農民関連のスキルばっか上げてたら何故か強くなった。（近所の夫婦〈妻〉）

2023年
- アルスの巨獣（女官）

2024年
- 望まぬ不死の冒険者（プラヴダ）

2025年
- Sランクモンスターの《ベヒーモス》だけど、猫と間違われてエルフ娘の騎士として暮らしてます（エリザ）
- スライム倒して300年、知らないうちにレベルMAXになってました ～そのに～（老婆）

### ゲーム
- ファージアスの邪皇帝（1992年、ディメオラ少年）
- ぱすてるチャイムContinue（2005年）

### ドラマCD・カセットブック
- CDドラマコレクションズ 三國志 第一部 二、趙雲子龍之巻～孤虎、傾月に吼ゆ～
- バセット英雄伝エルヴァーズ（レナ）
- ロードス島戦記5 開かれた森（ドライアード）

### 吹き替え

#### 映画
- グリーン・ゾーン（レポーター）
- フォー・ザ・ボーイズ（ケート）

#### テレビドラマ
- ビバリーヒルズ青春白書

#### 人形劇
- きかんしゃトーマス（ベン〈初代〉、子供） ※フジテレビ版

### ナレーション
- 私学研究ハイスクールストリート
- 旅の裏筋
- 多摩競艇クローズアップ
- 地球村が動いた!

### CM
- ザ・クラブ・オブ・エクセレント
- ホテルフランクス
- 横浜コンテンポラリー学院
- ルークプラザホテル

### 朗読
- 婚期（林芙美子著）
- 卑怯者（有島武郎著）
- 鏡の魔法で自分まるごと好きになる（さかもとはるゆき著）
- ヘンゼルとグレーテル（グリム ヤーコプ・ルードヴィッヒ・カール、グリム ヴィルヘルム・カール著）
- せかい童話図書館

### 舞台
- まえがみ太郎（前進座）
- むかしむかしゾウがきた（劇団ぱぺっと）

### その他コンテンツ
- CBSドキュメント
- スクープスペシャル
- ニュースステーション
- 相鉄不動産販売
- 首都高速湾岸線開通ドキュメント
- 箱根百年のあゆみ
- 全日本少年サッカー大会
- ブライダルプロフィールビデオ
- ひのきグループ「夢教室」